# Volkmannsdorf (Saalfeld)
Volkmannsdorf ist eine Ortslage im Ortsteil Saalfelder Höhe der Stadt Saalfeld/Saale im Landkreis Saalfeld-Rudolstadt in Thüringen.

## Geografie
Zu dem landwirtschaftlich genutzten Hochplateau mit einer Höhe von 582 Meter über NN führen die Kreisstraßen 136 und 141. Das Straßendorf Volkmannsdorf liegt aber eingebettet in einem kleinen Nebental der Weißen Sorbitz. Die Gemarkung des Dorfes ist mit Wald umgeben. Östlicher Nachbar ist Bernsdorf.

## Geschichte

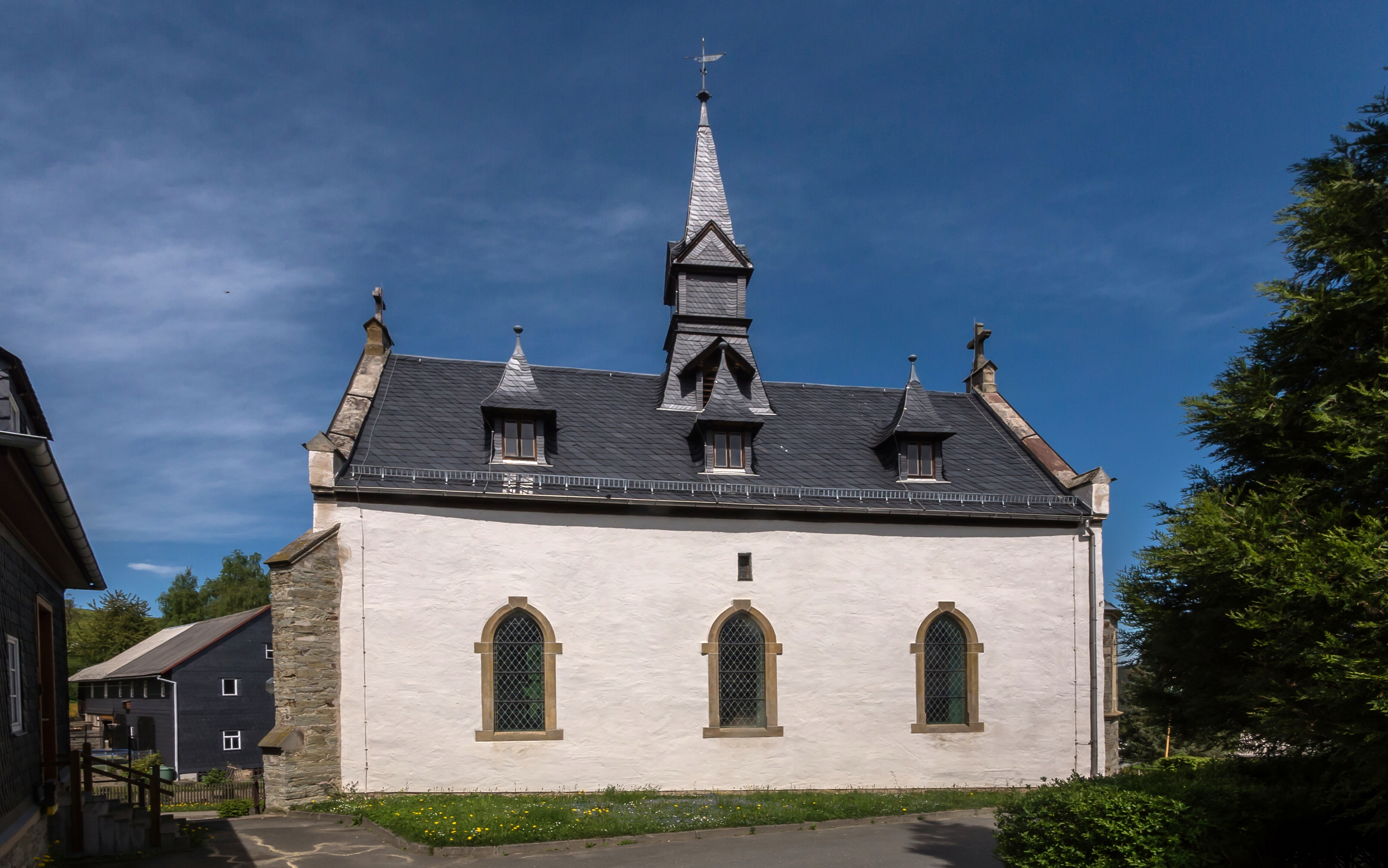
Dorfkirche

Volkmannsdorf wurde am 29. Juni 1414 erstmals urkundlich (nach dem Coburger-Saalfelder II. Urkundenbuch, 55) genannt. Das Dorf geht von der Jahreszahl 1348 aus.
Die Geschichte des Ortes ist mit den Mönchen des ehemaligen Benediktinerklosters in Saalfeld verbunden. Sie machten den Wald urbar und schafften den Menschen Lebensgrundlage auf den Höhen des Waldes. Heute leben im Ort 297 Menschen.
Von 1991 bis 1996 gehörte der Ort der Verwaltungsgemeinschaft Saalfelder Höhe an. Mit Umwandlung dieser in die Einheitsgemeinde Saalfelder Höhe am 1. Januar 1997 wurde Volkmannsdorf ein Ortsteil dieser. Diese wurde am 6. Juli 2018 nach Saalfeld/Saale eingemeindet.